# Trachylepis bensonii
Espèce
Synonymes
- Euprepes bensonii Peters, 1867
- Mabuya bensoni (Peters, 1867)
- Euprepis bensonii (Peters, 1867)

Statut de conservation UICN

 LC  : Préoccupation mineure
Trachylepis bensonii est une espèce de sauriens de la famille des Scincidae.

## Répartition

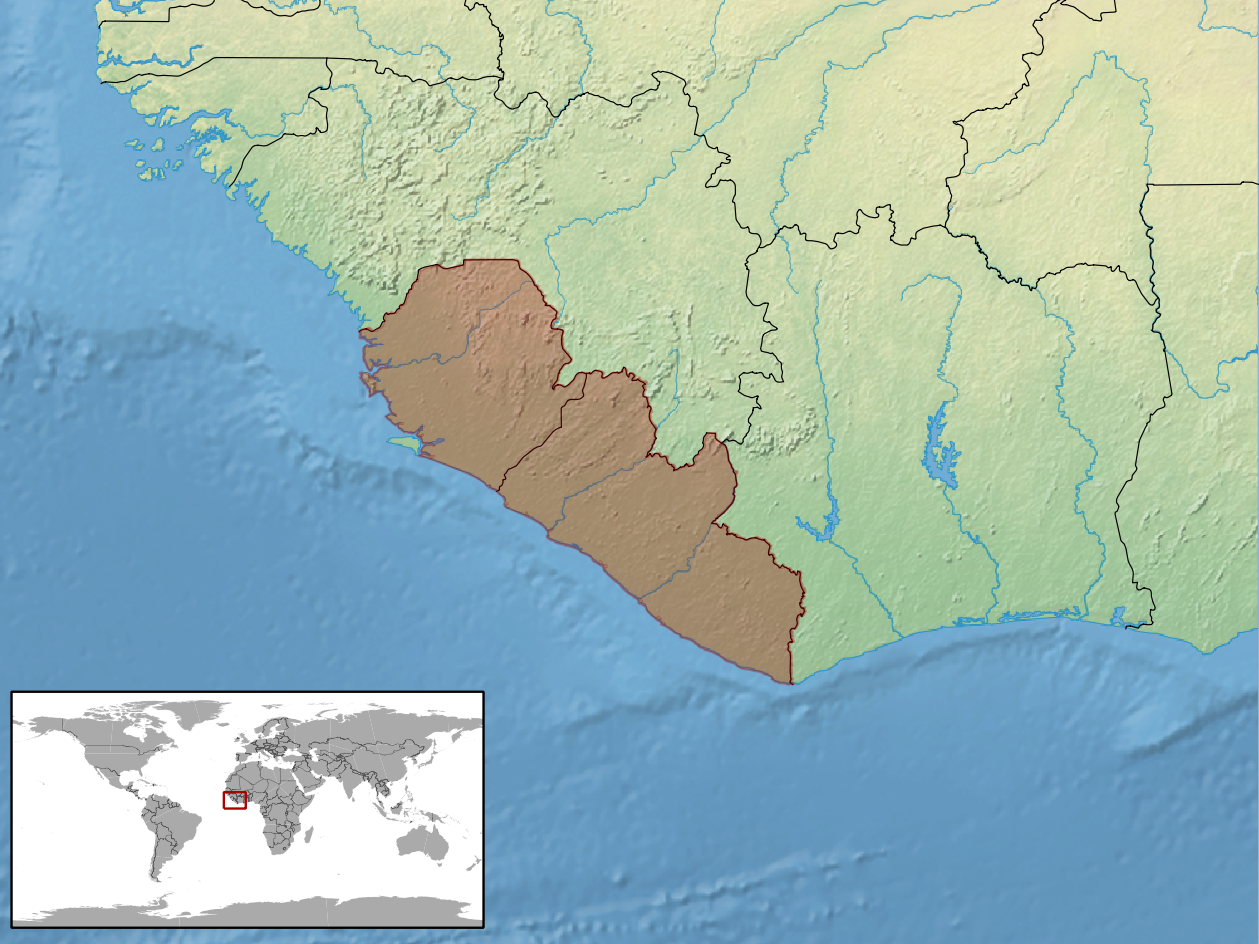
Répartition de l'espèce.

Cette espèce se rencontre au Liberia et au Sierra Leone.

## Étymologie
Cette espèce est nommée en l'honneur de Stephen Allen Benson (1816–1865).

## Publication originale
- Peters, 1867 : Herpetologische Notizen. Monatsberichte der Königlichen Preussischen Akademie der Wissenschaften zu Berlin, vol. 1867, p. 13-37 (texte intégral).